# 林時㴱
林時㴱（1418年—？），字時深，福建興化府莆田縣人，民籍。明朝政治人物。進士出身。

## 生平
正統六年（1441年）辛酉科福建鄉試第十六名。正統十年（1445年）乙丑科會試第三十三名，殿試登進士第三甲第六名。

## 家族
曾祖林棄，曾任興化縣學訓導。祖父林龍。父亲林琚。